# Paulina Boenisz
Paulina Boenisz, née le 28 septembre 1978 à Varsovie, est une pentathlonienne polonaise. 

## Palmarès

### Jeux olympiques d'été
- 2008 à Pékin,  Chine
  - 6e place en individuel
- 2004 à Athènes,  Grèce
  - 10e place en individuel
- 2000 à Sydney,  Australie
  - 5e place en individuel

### Championnats du monde
- 2009 à Londres,  Royaume-Uni
  -  Médaille de bronze en relais
- 2008 à Budapest,  Hongrie
  -  Médaille de bronze en relais
  -  Médaille d'or en équipe
- 2007 à Berlin,  Allemagne
  -  Médaille d'argent en relais
- 2006 à Guatemala,  Guatemala
  -  Médaille d'or en relais
  -  Médaille d'or en équipe
- 2005 à Varsovie,  Pologne
  -  Médaille de bronze en équipe
- 2004 à Moscou,  Russie
  -  Médaille d'or en relais
- 2001 à Millfield,  Royaume-Uni
  -  Médaille d'argent en individuel
  -  Médaille d'argent en équipe
- 2000 à Pesaro,  Italie
  -  Médaille d'or en équipe
  -  Médaille d'argent en individuel
- 1998 à Mexico,  Mexique
  -  Médaille d'or en équipe
  -  Médaille de bronze en individuel
- 1997 à Sofia,  Bulgarie
  -  Médaille d'argent en relais

### Championnats d'Europe
- 2009 à Lipsia
  -  Médaille de bronze en relais
- 2007 à Riga
  -  Médaille de bronze en équipe
- 2005 à Montepulciano
  -  Médaille d'argent en équipe
- 2004 à Albena
  -  Médaille de bronze en équipe
- 2003 à Usti nad Labem
  -  Médaille d'argent en équipe
  -  Médaille de bronze en individuel
- 2002 à Usti nad Labem
  -  Médaille de bronze en équipe
- 1999 à Tampere
  -  Médaille d'or en relais
  -  Médaille de bronze en équipe
- 1998 à Varsovie,  Pologne
  -  Médaille d'or en individuel
  -  Médaille de bronze en relais